# ヴェニューコヴィア科
ヴェニューコヴィア科 (Venyukoviidae) は、古生代ペルム紀中期に生息していた単弓類の絶滅した分類群。単弓綱 - 獣弓目 - 異歯亜目に属する。ヴェニューコヴィア、スミニアなど少数の属によって構成される小さな分類群である。

## 形態
この科に共通する形質としては、頭蓋は肥厚し、頭頂孔の周囲に堤状の盛り上がりが見られる。また、方形骨が下方に伸び、同時に下顎との関節も下がっている。涙骨は大きく伸長している。こうした頭骨の比率の変化は、ディキノドン類に至る中間段階を示している。歯列は犬歯が拡大すると同時にそれ以降の頬歯が縮小している。歯を収めた顎骨は高さがあり、がっちりしている。また、盤竜類などに見られる鉤状骨は無い。しかし、犬歯の大型化に関しては、ディキノドン類とは別個に生じていたとされる。

## 系統
- 単弓綱 Synapsida
  - 獣弓目 Therapsida
    - †異歯亜目 Anomodontia
      - パトラノモドン Patranomodon
      - ヴェニューコヴィア科 Venyukoviidae
      - ドロマサウルス下目 Dromasauria
      - ディキノドン下目 Dicynodontia

    - 獣歯類 Theriodontia

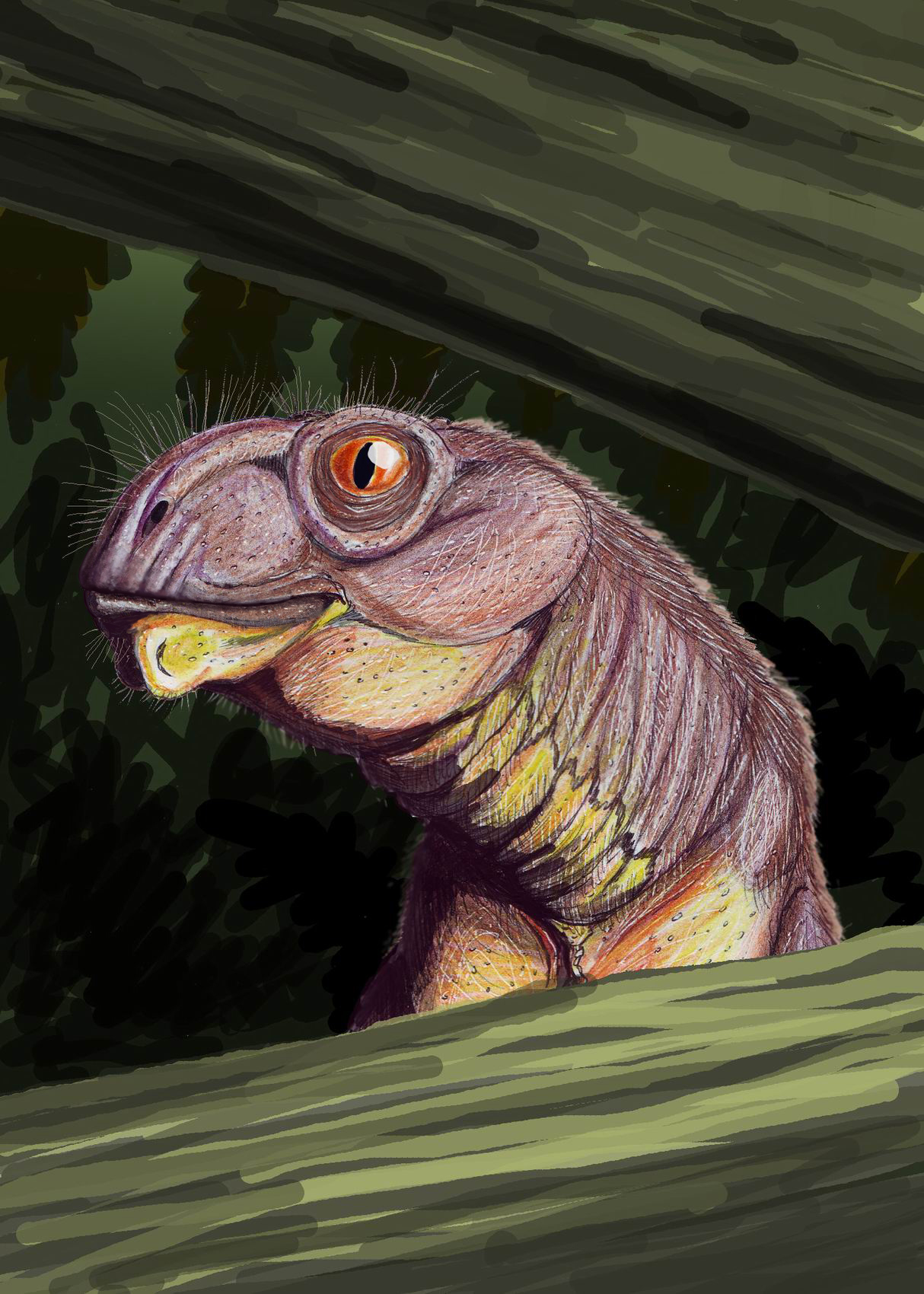
オチューリア復元想像図。
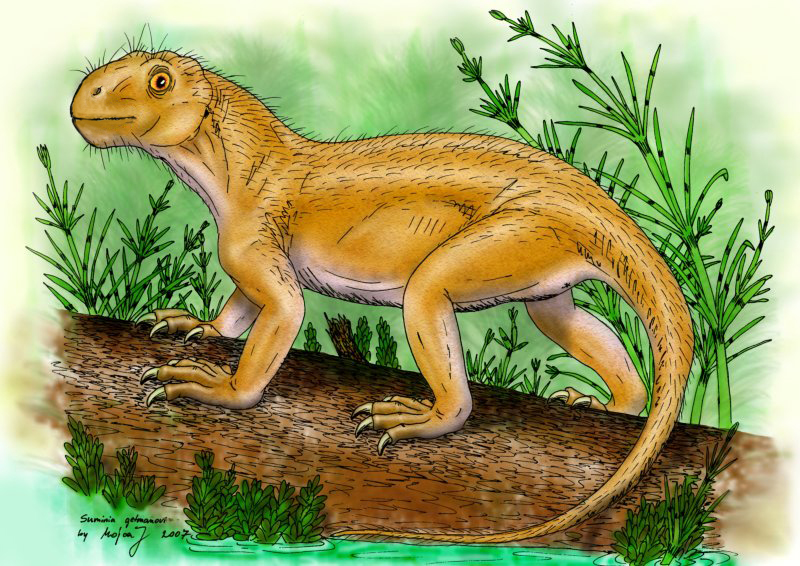
スミニア復元想像図。